# István Juhász
István Juhász, född 17 juli 1945 i Budapest, död i september 2024, var en ungersk fotbollsspelare.
Juhász blev olympisk guldmedaljör i fotboll vid sommarspelen 1968 i Mexico City.